# Portugal op het Eurovisiesongfestival 1977
Portugal nam deel aan het Eurovisiesongfestival 1977 in Londen, Verenigd Koninkrijk. Het was de 14de deelname van het land op het Eurovisiesongfestival. De selectie verliep via het jaarlijkse Festival da Canção, waarvan de finale plaatsvond op 12 februari 1977. De RTP was verantwoordelijk voor de Portugese bijdrage voor de editie van 1977.

## Selectieprocedure
Net zoals de voorbije jaren werd ook dit jaar de kandidaat gekozen via het jaarlijkse Festival da Canção. De finale vond plaats op 12 februari 1977 en werd gepresenteerd door Herman José en Nicolau Breyner.
In totaal deden er 14 liedjes mee aan deze finale. De winnaar werd gekozen door het publiek die per postkaart hun stem mochten brengen.
Finale
| Plaats | Artiest                      | Lied                | Punten |
| ------ | ---------------------------- | ------------------- | ------ |
| 1      | Os Amigos                    | Portugal no coração | 62844  |
| 2      | Green Windows                | Rita, Rita limão    | 56080  |
| 3      | Bric-À-Brac                  | Fim de estação      | 47478  |
| 4      | Fantástica Aventura          | A flor e o fruto    | 39639  |
| 5      | Vera Mónica & Carlos Quierós | Fim de estação      | 31749  |
| 6      | Gemini                       | Portugal no coração | 25283  |
| 7      | Férias                       | Férias              | 25132  |
| 8      | Cara Ou Coroa                | Rita, Rita limão    | 23109  |
| 9      | Quarteto 1111                | O que custar        | 11546  |
| 10     | Paco Bandeira                | Férias              | 6305   |
| 11     | Conjunto Maria Albertina     | A flor e o fruto    | 5846   |
| 12     | Green Windows                | O que custar        | 4008   |
| 13     | Teresa Silva Carvalho        | Canção sem grades   | 692    |
| 14     | José Freire                  | Canção sem grades   | 213    |

## In Londen
In Londen moest Portugal optreden als 8ste, net na Luxemburg en net voor Verenigd Koninkrijk.
Na de puntentelling bleek dat Portugal als 14de was geëindigd met een totaal van 18 punten.
Nederland had 2 punten over voor Portugal, België geen.

### Gekregen punten

#### Finale
| 12 punten | 10 punten     | 8 punten | 7 punten             | 6 punten    |
| --------- | ------------- | -------- | -------------------- | ----------- |
|           |               |          |                      | - Frankrijk |
| 5 punten  | 4 punten      | 3 punten | 2 punten             | 1 punt      |
|           | - Zwitserland | - Italië | - Monaco - Nederland | - Duitsland |

### Punten gegeven door Portugal

#### Finale
Punten gegeven in de finale:
| 12 punten | Verenigd Koninkrijk |
| 10 punten | Griekenland         |
| 8 punten  | Duitsland           |
| 7 punten  | België              |
| 6 punten  | Monaco              |
| 5 punten  | Frankrijk           |
| 4 punten  | Zwitserland         |
| 3 punten  | Italië              |
| 2 punten  | Noorwegen           |
| 1 punt    | Ierland             |

1964 · 1965 · 1966 · 1967 · 1968 · 1969 · 1970 · 1971 · 1972 · 1973 · 1974 · 1975 · 1976 · 1977 · 1978 · 1979 · 1980 · 1981 · 1982 · 1983 · 1984 · 1985 · 1986 · 1987 · 1988 · 1989 · 1990 · 1991 · 1992 · 1993 · 1994 · 1995 · 1996 · 1997 · 1998 · 1999 · 2000 · 2001 · 2002 · 2003 · 2004 · 2005 · 2006 · 2007 · 2008 · 2009 · 2010 · 2011 · 2012 · 2013 · 2014 · 2015 · 2016 · 2017 · 2018 · 2019 · 2020 · 2021 · 2022 · 2023 · 2024 · 2025